# Savannah Outen
Savannah Paige Outen, née le 14 octobre 1992 à Portland dans l'Oregon, est une chanteuse, auteure-compositrice-interprète américaine qui a fait ses premiers pas de musique sur YouTube en jouant de la guitare et en chantant. 
Depuis, elle a enregistré un album GoodBye grâce à Disney Channel. Elle a fait beaucoup de concerts et a chanté dans beaucoup de stades aux États-Unis, et elle est de plus en plus célèbre.

## Albums
- 2012 : Sing To Me

### Singles
- 2008 : Goodbyes
- 2008 : Adios (Goodbyes Spanish Version)
- 2009 : If You Only Knew
- 2009 : Adeus (Goodbyes Brazilian Version)
- 2009 : Hope and Prayer
- 2009 : Shop
- 2009 : He's Just so
- 2009 : Fighting for my life
- 2010 : Be original
- 2012 : Fairytales Of L.A
- 2013 : Closure

### Bandes-son
- 2009 : Radio Disney Jams, Vol. 11 (with Goodbyes)

### Vidéos musicales
- 2008 : Goodbyes, dirigée par Mason Dixon
- 2009 : If You Only Knew, dirigée par Mason Dixon
- 2011 : Tonight With You dirigé par Joe Fahey
- 2012 : Fairytale of LA
- 2013 : Closure